# Euthalia shania
Euthalia shania är en fjärilsart som beskrevs av Evans 1924. Euthalia shania ingår i släktet Euthalia och familjen praktfjärilar. Inga underarter finns listade i Catalogue of Life.